# Afghaans voetbalelftal (mannen)
Het Afghaans voetbalelftal is een team van voetballers dat Afghanistan vertegenwoordigt bij internationale wedstrijden.

## Deelname aan internationale toernooien

### Wereldkampioenschap
Afghanistan speelde zijn eerste wedstrijd in 1941, tegen Iran werd met 0-0 gelijk gespeeld. Het deed mee aan het olympisch voetbaltoernooi van 1948, in de voorronde werd met 6-0 van Luxemburg verloren.
Afghanistan speelt zijn eerste kwalificatiewedstrijd voor het wereldkampioenschap voetbal op 19 november 2003. De wedstrijd, gespeeld in Ashgabat tegen Turkmenistan werd verloren met 0–11. De thuiswedstrijd werd eveneens verloren (0–2) waardoor Afghanistan zich niet plaatste voor het eindtoernooi. 4 jaar later zou het land zich wederom niet plaatsen maar dit keer zou Afghanistan wel een doelpunt maken. Obaidullah Karimi scoorde in de 16e minuut een goal tegen Syrië. De eerste overwinning is op 16 juni 2015 als Afghanistan uit bij Cambodja de wedstrijd wint met 1–0. Voor het WK van 2014 was Palestina. Voor het WK van 2018 speelde Afghanistan voor de eerste keer groepswedstrijden. In acht wedstrijden werd drie keer gewonnen, tweemaal van Cambodja en eenmaal van Singapore. De thuiswedstrijden werden vanwege de politieke onrust in Iran gespeeld, zowel tegen Japan als Syrië was de "thuiswedstrijd" een kansloze opgave: 0-6.
| Wereldkampioenschap voetbal overzicht | Wereldkampioenschap voetbal overzicht | Wereldkampioenschap voetbal overzicht | Wereldkampioenschap voetbal overzicht | Wereldkampioenschap voetbal overzicht | Wereldkampioenschap voetbal overzicht | Wereldkampioenschap voetbal overzicht | Wereldkampioenschap voetbal overzicht | Wereldkampioenschap voetbal overzicht |
| Jaar                                  | Ronde                                 | Wed.                                  | W                                     | G                                     | V                                     | DV                                    | DT                                    |                                       |
| ------------------------------------- | ------------------------------------- | ------------------------------------- | ------------------------------------- | ------------------------------------- | ------------------------------------- | ------------------------------------- | ------------------------------------- | ------------------------------------- |
| 2006                                  | Niet gekwalificeerd                   | Niet gekwalificeerd                   | Niet gekwalificeerd                   | Niet gekwalificeerd                   | Niet gekwalificeerd                   | Niet gekwalificeerd                   | Niet gekwalificeerd                   |                                       |
| 2010                                  | Niet gekwalificeerd                   | Niet gekwalificeerd                   | Niet gekwalificeerd                   | Niet gekwalificeerd                   | Niet gekwalificeerd                   | Niet gekwalificeerd                   | Niet gekwalificeerd                   |                                       |
| 2014                                  | Niet gekwalificeerd                   | Niet gekwalificeerd                   | Niet gekwalificeerd                   | Niet gekwalificeerd                   | Niet gekwalificeerd                   | Niet gekwalificeerd                   | Niet gekwalificeerd                   |                                       |
| 2018                                  | Niet gekwalificeerd                   | Niet gekwalificeerd                   | Niet gekwalificeerd                   | Niet gekwalificeerd                   | Niet gekwalificeerd                   | Niet gekwalificeerd                   | Niet gekwalificeerd                   |                                       |
| 2022                                  | Niet gekwalificeerd                   | Niet gekwalificeerd                   | Niet gekwalificeerd                   | Niet gekwalificeerd                   | Niet gekwalificeerd                   | Niet gekwalificeerd                   | Niet gekwalificeerd                   | Niet gekwalificeerd                   |
| 2026                                  | Niet gekwalificeerd                   | Niet gekwalificeerd                   | Niet gekwalificeerd                   | Niet gekwalificeerd                   | Niet gekwalificeerd                   | Niet gekwalificeerd                   | Niet gekwalificeerd                   |                                       |

Afghanistan is actief op 3 verschillende toernooien in Azië. Voor het Aziatisch kampioenschap doet het land mee sinds 1975 toen het hiervoor kwalificatiewedstrijden speelde tegen Irak, Saoedi-Arabië en Qatar. Tot nu toe (2016) wist Afghanistan zich nog geen enkele keer te plaatsen. 
Op Zuid-Aziatisch kampioenschap doet Afghanistan wel mee aan het hoofdtoernooi. Het beste resultaat kwam in 2013 toen het kampioen werd van dit toernooi door India met 2–0 te verslaan. In 2011 (0–4) en 2015 (1–2) wist het de finale niet van India te winnen en werd Afghanistan tweede. Omdat Afghanistan geen lid meer is van de Zuid-Aziatische voetbal bond (maar van de Centraal-Aziatische, Central Asian Football Association) zal het niet mee deelnemen aan toernooien van het Zuid-Aziatisch kampioenschap voetbal. 
De AFC Challenge Cup was een internationaal voetbaltoernooi van 2006 tot 2014 dat tevens diende als kwalificatietoernooi voor de AFC Asian Cup voor de landen die in de ranking van de Asian Football Confederation onderaan staan. Het beste resultaat was in 2014 toen het land vierde werd.

### Aziatisch kampioenschap
| Aziatisch kampioenschap voetbal overzicht | Aziatisch kampioenschap voetbal overzicht | Aziatisch kampioenschap voetbal overzicht | Aziatisch kampioenschap voetbal overzicht | Aziatisch kampioenschap voetbal overzicht | Aziatisch kampioenschap voetbal overzicht | Aziatisch kampioenschap voetbal overzicht | Aziatisch kampioenschap voetbal overzicht | Aziatisch kampioenschap voetbal overzicht |
| Jaar                                      | Ronde                                     | Wed.                                      | W                                         | G                                         | V                                         | DV                                        | DT                                        |                                           |
| ----------------------------------------- | ----------------------------------------- | ----------------------------------------- | ----------------------------------------- | ----------------------------------------- | ----------------------------------------- | ----------------------------------------- | ----------------------------------------- | ----------------------------------------- |
| 1976                                      | Niet gekwalificeerd                       | Niet gekwalificeerd                       | Niet gekwalificeerd                       | Niet gekwalificeerd                       | Niet gekwalificeerd                       | Niet gekwalificeerd                       | Niet gekwalificeerd                       |                                           |
| 1980                                      | Niet gekwalificeerd                       | Niet gekwalificeerd                       | Niet gekwalificeerd                       | Niet gekwalificeerd                       | Niet gekwalificeerd                       | Niet gekwalificeerd                       | Niet gekwalificeerd                       |                                           |
| 1984                                      | Niet gekwalificeerd                       | Niet gekwalificeerd                       | Niet gekwalificeerd                       | Niet gekwalificeerd                       | Niet gekwalificeerd                       | Niet gekwalificeerd                       | Niet gekwalificeerd                       |                                           |
| 1988–2000                                 | Geen deelname                             | Geen deelname                             | Geen deelname                             | Geen deelname                             | Geen deelname                             | Geen deelname                             | Geen deelname                             |                                           |
| 2004                                      | Niet gekwalificeerd                       | Niet gekwalificeerd                       | Niet gekwalificeerd                       | Niet gekwalificeerd                       | Niet gekwalificeerd                       | Niet gekwalificeerd                       | Niet gekwalificeerd                       |                                           |
| 2007–2015                                 | Geen deelname                             | Geen deelname                             | Geen deelname                             | Geen deelname                             | Geen deelname                             | Geen deelname                             | Geen deelname                             |                                           |
| 2019                                      | Niet gekwalificeerd                       | Niet gekwalificeerd                       | Niet gekwalificeerd                       | Niet gekwalificeerd                       | Niet gekwalificeerd                       | Niet gekwalificeerd                       | Niet gekwalificeerd                       |                                           |
| 2023                                      | Niet gekwalificeerd                       | Niet gekwalificeerd                       | Niet gekwalificeerd                       | Niet gekwalificeerd                       | Niet gekwalificeerd                       | Niet gekwalificeerd                       | Niet gekwalificeerd                       | Niet gekwalificeerd                       |

### Zuid-Aziatisch kampioenschap
| Zuid-Aziatisch kampioenschap voetbal overzicht | Zuid-Aziatisch kampioenschap voetbal overzicht | Zuid-Aziatisch kampioenschap voetbal overzicht | Zuid-Aziatisch kampioenschap voetbal overzicht | Zuid-Aziatisch kampioenschap voetbal overzicht | Zuid-Aziatisch kampioenschap voetbal overzicht | Zuid-Aziatisch kampioenschap voetbal overzicht | Zuid-Aziatisch kampioenschap voetbal overzicht | Zuid-Aziatisch kampioenschap voetbal overzicht |
| Jaar                                           | Ronde                                          | Wed.                                           | W                                              | G                                              | V                                              | DV                                             | DT                                             |                                                |
| ---------------------------------------------- | ---------------------------------------------- | ---------------------------------------------- | ---------------------------------------------- | ---------------------------------------------- | ---------------------------------------------- | ---------------------------------------------- | ---------------------------------------------- | ---------------------------------------------- |
| 2003                                           | Groepsfase                                     | 3                                              | 0                                              | 0                                              | 3                                              | 0                                              | 6                                              |                                                |
| 2005                                           | Groepsfase                                     | 3                                              | 1                                              | 0                                              | 2                                              | 3                                              | 11                                             |                                                |
| 2008                                           | Groepsfase                                     | 3                                              | 0                                              | 2                                              | 1                                              | 5                                              | 7                                              |                                                |
| 2009                                           | Groepsfase                                     | 3                                              | 0                                              | 0                                              | 3                                              | 1                                              | 7                                              |                                                |
| 2011                                           | Tweede                                         | 5                                              | 3                                              | 1                                              | 1                                              | 13                                             | 7                                              |                                                |
| 2013                                           | Kampioen                                       | 5                                              | 4                                              | 1                                              | 0                                              | 9                                              | 1                                              |                                                |
| 2015                                           | Tweede                                         | 5                                              | 4                                              | 0                                              | 1                                              | 17                                             | 3                                              |                                                |

### AFC Challenge Cup
| AFC Challenge Cup overzicht | AFC Challenge Cup overzicht | AFC Challenge Cup overzicht | AFC Challenge Cup overzicht | AFC Challenge Cup overzicht | AFC Challenge Cup overzicht | AFC Challenge Cup overzicht | AFC Challenge Cup overzicht | AFC Challenge Cup overzicht |
| Jaar                        | Ronde                       | Wed.                        | W                           | G                           | V                           | DV                          | DT                          | Kwal                        |
| --------------------------- | --------------------------- | --------------------------- | --------------------------- | --------------------------- | --------------------------- | --------------------------- | --------------------------- | --------------------------- |
| 2006                        | Groepsfase                  | 3                           | 0                           | 2                           | 1                           | 3                           | 5                           |                             |
| 2008                        | Groepsfase                  | 3                           | 0                           | 0                           | 3                           | 0                           | 10                          | (Kwal.)                     |
| 2010                        | Teruggetrokken              | Teruggetrokken              | Teruggetrokken              | Teruggetrokken              | Teruggetrokken              | Teruggetrokken              | Teruggetrokken              | Teruggetrokken              |
| 2012                        | Niet gekwalificeerd         | Niet gekwalificeerd         | Niet gekwalificeerd         | Niet gekwalificeerd         | Niet gekwalificeerd         | Niet gekwalificeerd         | Niet gekwalificeerd         | Niet gekwalificeerd         |
| 2014                        | Vierde                      | 5                           | 1                           | 3                           | 1                           | 4                           | 4                           | (Kwal.)                     |

### Centraal-Aziatisch kampioenschap
| Centraal-Aziatisch kampioenschap overzicht | Centraal-Aziatisch kampioenschap overzicht | Centraal-Aziatisch kampioenschap overzicht | Centraal-Aziatisch kampioenschap overzicht | Centraal-Aziatisch kampioenschap overzicht | Centraal-Aziatisch kampioenschap overzicht | Centraal-Aziatisch kampioenschap overzicht | Centraal-Aziatisch kampioenschap overzicht | Centraal-Aziatisch kampioenschap overzicht |
| Jaar                                       | Ronde                                      | Wed.                                       | W                                          | G                                          | V                                          | DV                                         | DT                                         |                                            |
| ------------------------------------------ | ------------------------------------------ | ------------------------------------------ | ------------------------------------------ | ------------------------------------------ | ------------------------------------------ | ------------------------------------------ | ------------------------------------------ | ------------------------------------------ |
| 2023                                       | Groepsfase                                 | 2                                          | 0                                          | 0                                          | 2                                          | 1                                          | 9                                          |                                            |

## FIFA-wereldranglijst[5]
| 196 | 200 | 189 | 180 | 191 | 183 | 193 | 195 | 177 | 186 | 140 | 143 | 150 | 146 | 148 | 147 |

## Huidige selectie
De volgende spelers werden opgeroepen voor de vriendschappelijke wedstrijd en Aziatische kwalificatie wedstrijd tegen  Singapore en  Vietnam op 23 en 28 maart 2016.

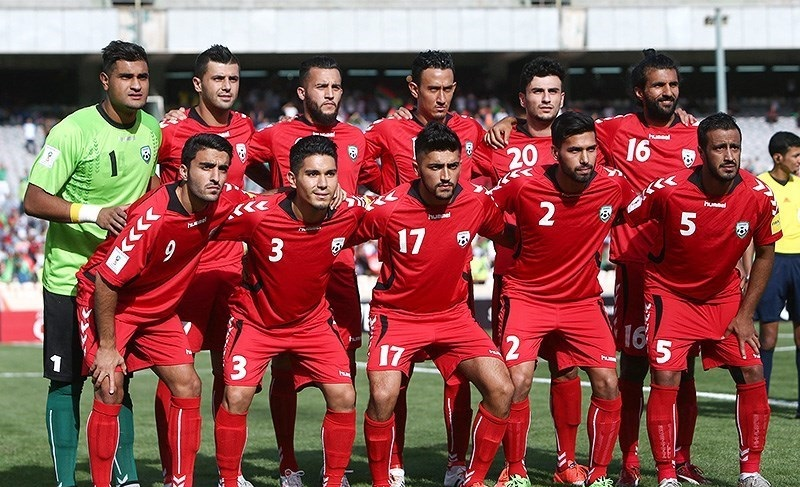
Groepsfoto voor de vriendschappelijke wedstrijd tegen Japan op 8 september 2015 in Teheran, Iran

Interlands en doelpunten bijgewerkt tot en met de Aziatische kwalificatiewedstrijd tegen  Vietnam (1–1) op 28 maart 2016.
| Nr.         | Naam               | Wed. | Dlpnt. | Club                |
| ----------- | ------------------ | ---- | ------ | ------------------- |
| Doel        |                    |      |        |                     |
| 1           | Ovays Azizi        | 16   | 0      | Boldklubben 1908    |
| 22          | Hamidullah Wakily  | 0    | 0      | Toofan Harirod      |
| 23          | Kawash Haidari     | 0    | 0      | Oqaban Hindukush    |
| Verdediging |                    |      |        |                     |
| 3           | Hassan Amin        | 19   | 1      | SV Waldhof Mannheim |
| 4           | Sharif Mukhammad   | 4    | 1      | Spartak Naltsjik    |
| 5           | Roholla Iqbalzadeh | 3    | 0      | Byåsen              |
| 12          | Benjamin Nadjem    | 2    | 0      | FC St. Pauli II     |
| 13          | Mohammad Hashemi   | 10   | 1      | Shaheen Asmayee     |
| 14          | Modjieb Jamali     | 6    | 0      | FK Dečić            |
| 15          | Farzad Ataie       | 10   | 0      | Shaheen Asmayee     |
| 16          | Milad Intezar      | 3    | 0      | FC Lienden          |
| 21          | Kanischka Taher    | 13   | 1      | SC Kapellen-Erft    |
| 24          | Hosain Alizada     | 0    | 0      | Shaheen Asmayee     |
| Middenveld  |                    |      |        |                     |
| 2           | Abassin Alikhil    | 27   | 0      | Hessen Dreiech      |
| 6           | Fardin Hakimi      | 7    | 0      | Toofaan Harirod     |
| 7           | Zubayr Amiri       | 16   | 2      | Hessen Dreieich     |
| 8           | Farshad Noor       | 2    | 0      | SC Cambuur          |
| 11          | Norlla Amiri       | 15   | 3      | Trelleborgs FF      |
| 17          | Mustafa Azadzoy    | 25   | 3      | Chainat Hornbill    |
| 19          | Omid Popalzay      | 12   | 2      | Achilles '29        |
| 20          | Milad Salem        | 5    | 0      | FSV Frankfurt       |
| Aanval      |                    |      |        |                     |
| 9           | Khaibar Amani      | 13   | 6      | Hessen Dreieich     |
| 10          | Jabar Sharza       | 1    | 0      | Akademisk BK        |
| 18          | Amredin Sharifi    | 13   | 1      | Shaheen Asmayee     |

FFA · A-internationals · Afghaans vrouwenelftal
1940 - 1949 · 
1950 - 1959 · 
1960 - 1969 · 
1970 - 1979 · 
1980 - 1989 · 
1990 - 1999 · 
2000 – 2009 · 
2010 – 2019 ·
2020 − 2029
Bangladesh ·
Bhutan ·
Cambodja ·
China ·
Filipijnen ·
Hongkong ·
India ·
Indonesië ·
Irak ·
Iran ·
Japan ·
Jordanië ·
Kirgizië ·
Koeweit ·
Laos ·
Libanon ·
Luxemburg ·
Malediven ·
Maleisië ·
Mongolië ·
Myanmar ·
Nepal ·
Noord-Korea ·
Oman ·
Pakistan ·
Palestina ·
Qatar ·
Saoedi-Arabië ·
Singapore ·
Sri Lanka ·
Syrië ·
Tadzjikistan ·
Taiwan ·
Thailand ·
Turkmenistan ·
Vietnam ·
Zuid-Korea